# Lazarus W. Powell

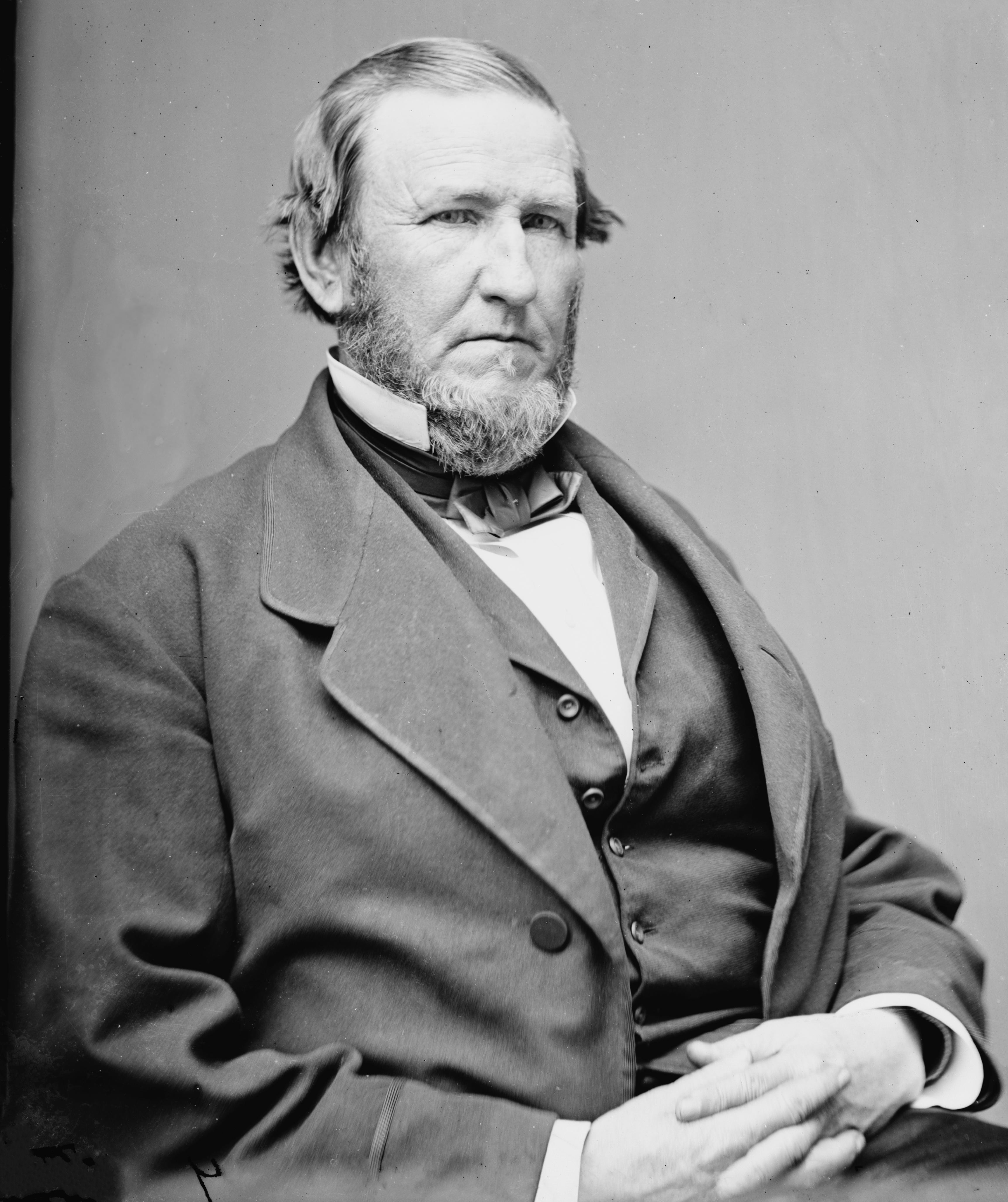
Lazarus Powell

Lazarus Whitehead Powell (* 6. Oktober 1812 bei Henderson, Kentucky; † 3. Juli 1867 ebenda) war ein US-amerikanischer Politiker. Er war von 1851 bis 1855 Gouverneur von Kentucky und vertrat diesen Bundesstaat von 1859 bis 1865 im Senat der Vereinigten Staaten.

## Frühe Jahre und politischer Aufstieg
Lazarus Powell besuchte die örtlichen Schulen seiner Heimat und anschließend das St. Joseph College in Bardstown. Nach einem Jurastudium am Transylvania College wurde er Anwalt in Henderson. Seine politische Laufbahn begann 1836 mit seiner Wahl ins Repräsentantenhaus von Kentucky. Im Jahr 1848 unterlag er als Kandidat der Demokratischen Partei bei den Gouverneurswahlen dem Whig John J. Crittenden.

## Gouverneur von Kentucky
Im Jahr 1851 war Powell erneut Kandidat der Demokratischen Partei für das Amt des Gouverneurs. Das Wahlergebnis war sehr knapp. Powell siegte mit 48,8 Prozent der Stimmen gegen Archibald Dixon, mit dem er vorher zusammen eine Anwaltskanzlei geführt hatte; dieser kam auf 48,1 Prozent. Die beiden reisten gemeinsam zu ihren Wahlveranstaltungen und blieben Freunde. In absoluten Stimmen hatte Powell einen Vorsprung von nur 800 Stimmen. Damit war er der erste Demokrat im Amt des Gouverneurs seit John Breathitt, der das Amt zwischen 1832 und 1834 innehatte. In seiner Amtszeit (1851–1855) erhöhte er die Steuern, um eine bessere Bildungspolitik zu finanzieren. Außerdem förderte er den weiteren Ausbau des Eisenbahnnetzes. Damals wurden auch die Wahlbezirke in Kentucky neu eingeteilt. Im nationalen Konflikt zwischen dem Norden und dem Süden tendierte Powell als Gouverneur eher zu dem Standpunkt der Südstaaten; zumindest stand er deren Politik näher als dem Norden.
Nach ihm ist Powell County in Kentucky benannt.

## US-Senator
Im Jahr 1858 wurde er von der Bundesregierung beauftragt, in einem Konflikt mit den Mormonen im Utah-Territorium zu vermitteln. Von 1859 bis 1865 war er US-Senator in Washington. Er hatte sich schließlich doch nicht dem Süden angeschlossen, war aber im Kongress ein Kritiker von Abraham Lincoln und dessen Politik. Das führte zu dem erfolglosen Versuch, ihn seines Mandates im Senat zu entheben. Man warf ihm vor, ein heimlicher Freund der Konföderation zu sein, was aber nicht bewiesen werden konnte und auch nicht den Tatsachen entsprach. Nach dem Ausscheiden aus dem Kongress war er wieder als Anwalt tätig. Ein Versuch, noch einmal in den Senat gewählt zu werden, scheiterte. Lazarus Powell starb im Juli 1867. Er war mit Harriet Ann Jennings verheiratet, mit der er vier Kinder hatte.